# Moviment pel Futur de Curaçao
El Moviment pel Futur de Curaçao (en papiament: Movementu Futuro Kòrsou) és un partit polític de Curaçao, fundat per Gerrit Schotte l'any 2010. El partit esdevingué la segona força al Consell Insular de Curaçao (que es convertí en el Parlament de Curaçao el 10 d'octubre de 2010) després de les eleccions del 27 d'agost de 2010, obtenint 5 dels 21 escons possibles.